# Frants Kostiukevich
Frants Kostiukevich (en bielorruso: Франц Касцюкевіч, 04 de abril de 1963) es un atleta bielorruso especializado en la marcha atlética que ha competido tanto bajo bandera de la Unión Soviética como de Bielorrusia.
Kostiukevich ganó la medalla de oro en la Copa del Mundo de Marcha Atlética celebrada en Hospitalet de Llobregat en 1989. Ese mismo año terminó tercero en el Campeonato Mundial de Atletismo en Pista Cubierta. En la siguiente convocatoria del mismo campeonato, esta vez en 1991 en Sevilla, volvió a terminar tercero consiguiendo otra medalla de bronce.

## Mejores marcas personales
| Mejores marcas personales | Mejores marcas personales | Mejores marcas personales  | Mejores marcas personales |
| Distancia                 | Tiempo                    | Lugar                      | Fecha                     |
| ------------------------- | ------------------------- | -------------------------- | ------------------------- |
| 5000 m PC                 | 18:16.54                  | Gómel, Unión Soviética     | 15 de febrero de 1995     |
| 5000 m                    | 18:31.76                  | Villeneuve-d'Ascq, Francia | 2 de julio de 1993        |
| 20 km                     | 1h:18:51                  | Moscú, Unión Soviética     | 26 de mayo de 1990        |
| PC - Pista Cubierta       |                           |                            |                           |